# A BATHING APE

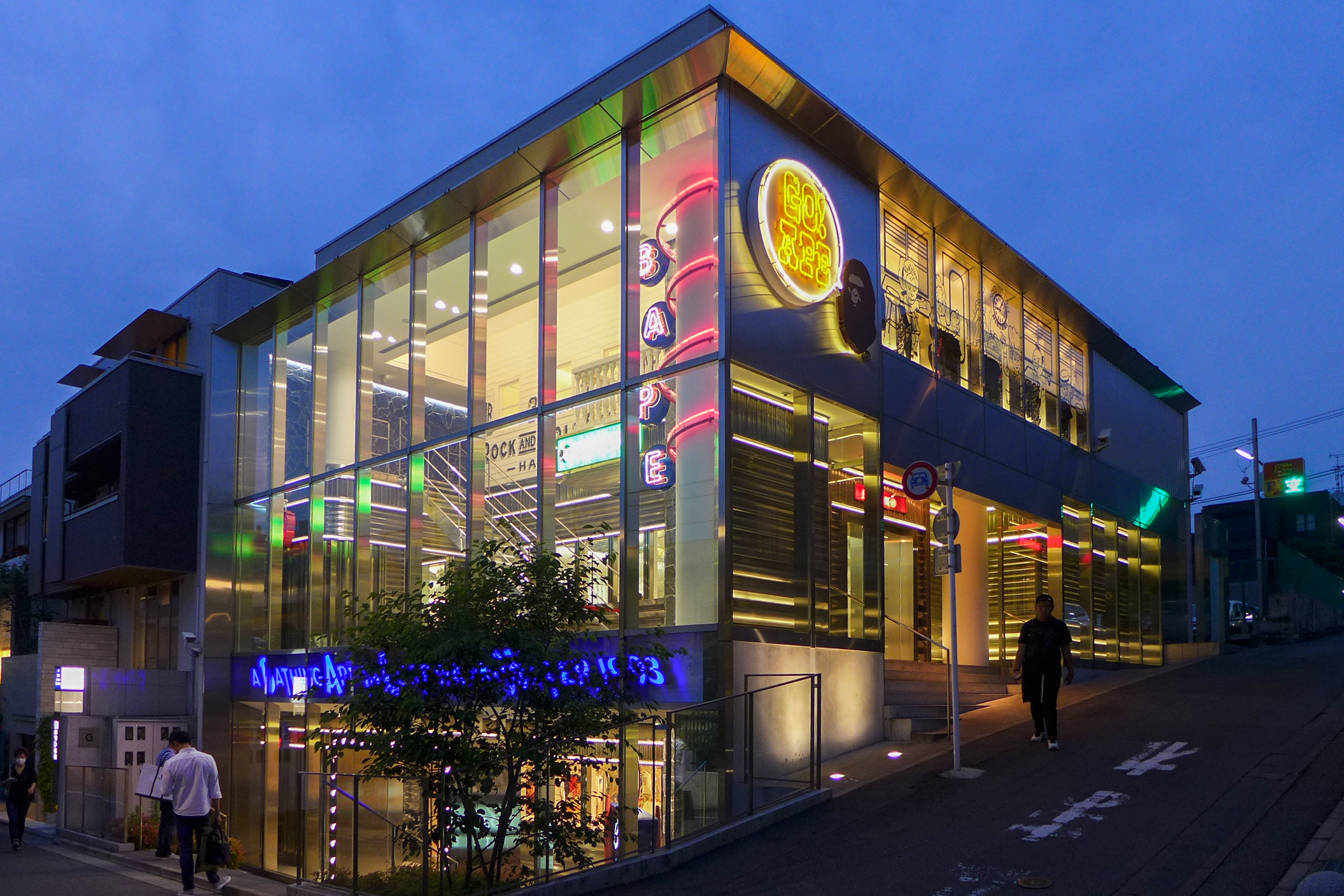
BAPE STORE® 原宿

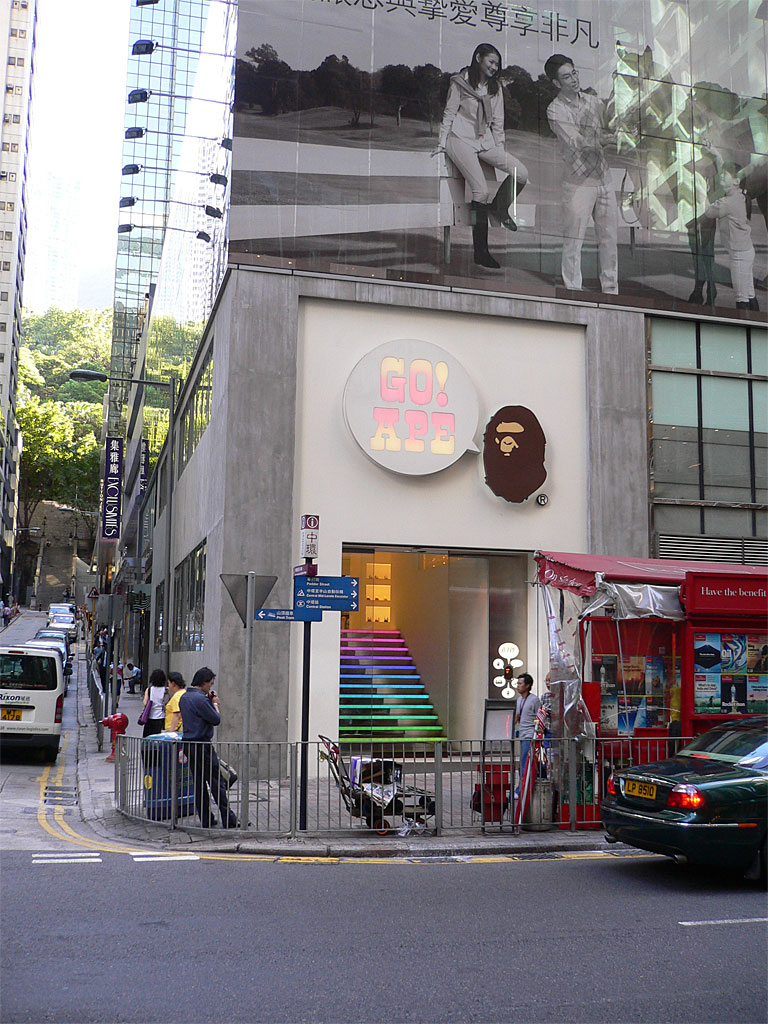
香港に展開するBAPEショップ

A BATHING APE®（ア・ベイシング・エイプ）は、NIGO®が1993年に立ち上げた裏原宿アパレルブランド。株式会社ノーウェアが展開する。1990年代中頃から人気が出始め、服飾を中心としながらも同ブランド名義の事業展開は音楽や飲食まで多岐に渡っている。
2011年2月1日、香港証券取引所に上場する香港の大手アパレル企業I.Tによって事業買収された。ブランド運営元であった株式会社ノーウェアは同社に子会社化され、BAPEの商標権もI.T社が保有している。

## 名称
正式名称は「A BATHING APE IN LUKEWARM WATER」で、「ぬるま湯に浸かった猿」の意。デザイナーのNIGO®が映画『猿の惑星』に触発されたことがそもそもの始まりだが、名前自体は設立当初より関わっているSKATE THINGが考えた（根本敬著『因果鉄道の旅』の中の温泉につかった猿の挿絵にインスピレーションを得たと言われている）。A BATHING APE®の略語であるBAPE（ベイプ）は、呼称や服のデザインに用いられることがある。

## トレードマーク
ブランドのトレードマークはAPE、即ち猿である。エイプヘッドと名付けられた猿の顔をアイコンとし、猿の顔を迷彩柄（カモフラージュ）に組み入れたエイプカモが特徴的。また、猿をデフォルメしたmilo（マイロ）というキャラクターがある。

## 概略

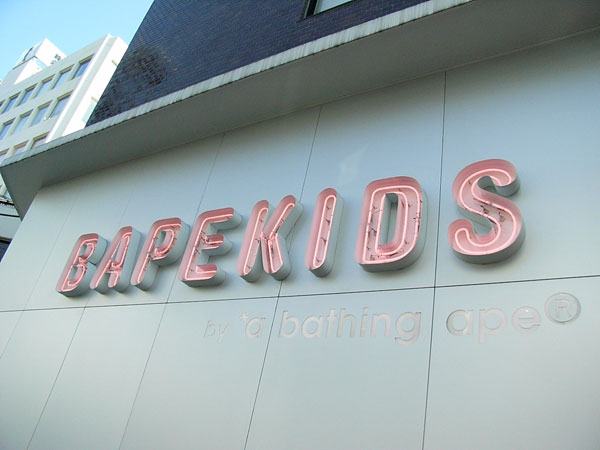
BAPEKIDS STORE

1990年「POPEYE」や「ホットドッグ・プレス」などでスタイリスト、ライターとしての活動を開始したNIGO®は、同じ文化服装学院出身の高橋盾（「UNDERCOVER」デザイナー）とともに、「ノーウェア（NOWHERE)」を開店する。当初は雑誌の連載に関連して買い付けた商品を取り扱っていたものの、同じようなセレクトショップの形態をとる店が周辺に出現し始めた。これを機に差別化を図るべく、Tシャツのプリントデザインを中心とする服飾の製作を始めることとなり、1993年4月に同ブランドを開始。ブランド「A BATHING APE®」に対する現在のパブリックイメージは、この時点からスタートしたといえる。
NIGO®は、ファッションだけでなく軽音楽にも通じる点から日本内外を問わずミュージシャンたちとの交流も厚く、コーネリアス（小山田圭吾）やスチャダラパー等のツアーTシャツをA BATHING APE®名義で手がけることもあった。若者に支持されているミュージシャンが彼のデザインした服を着用して多くのメディアに登場したことは、ファッションに精通する一部の者しか知らなかったこのブランドが有名になった要因のひとつである。こうしてNIGO®のデザインは人気を得ることとなり、いわゆる「裏原宿系」と呼ばれるブランド群の代表的存在として現在に至る。
同ブランドは需要に対し供給が少なく、人気が過熱していた際には新作商品の入手が極めて困難だった。模倣品が多く存在する。現在同ブランドは「BAPE STORE」を直営店とし、販売を展開している。
2011年1月31日、NIGO®は株式会社ノーウェアを香港企業のI.Tへ売却した。I.Tが香港証券取引所に提出した資料によると、ノーウェアは過去2年赤字決算で、負債は10億を超えていた。

### 関連ブランド・関連事業
現在 A BATHING APE®は同ブランドの下で、NIGO®自らサウンドプロディースをこなすと共に音楽発表の場としている自主レーベル「APE SOUNDS®」「(B)APE SOUNDS®」や、喫茶店の「BAPE CAFE!?」、2006年11月よりMTV JAPANにて「NIGOLDENEYE®」などを展開し、事業は今後も拡大の方針をとるものと思われる。相模ゴム工業とのコラボレーションによるコンドーム「BAPE® CAP」も発売された。ほかにも2001年にはペプシコーラとのコラボレーションをした缶を発売した。2006年にはDisneyとA BATHING APE®からカモ柄のプーさん、2008年にはカモ柄のミッキーを発売した。2002年から2004年まで、全日本プロレスとのコラボレーションによる「BAPE STA!! PRO-WRESTLING」が開催された。A BATHING APE®は、もはや単なるファッションブランドという認識に留めることは出来ない程、多岐のジャンルに渡り活動している。2007年度の24時間テレビではチャリTシャツのデザインに用いられている。2008年4月には、ニンテンドーDS LiteのBAPEデザインが発売された。2010年3月25日より、ユナイテッドアローズの一部店舗にて、スーツやネクタイなどを展開する「Mr. BATHING APE® by UNITED ARROWS」の取り扱いが始まった。
また活動場所も日本だけに留まらず世界規模になっており、2004年には音楽プロデューサーユニット、ザ・ネプチューンズのファレル・ウィリアムスとともにファッションブランド「BBC（ビリオネアボーイズクラブ）」とシューズブランド「ice cream（アイスクリーム）」を立ち上げている。2006年末から「NIGO'S FAVORITE SHOP」というネット上でのオンラインショップを開設しており、会員限定のコンテンツとなっている。
2009年からオンラインショップは会員限定ではなく、誰でも購入可能となっている。
2012年より、ヤングラインとしてAAPE BY A BATHING APEがスタート。

#### 展開しているブランドライン
- A BATHING APE
- BAPY (レディスライン)
- AAPE BY A BATHING APE
- APEE (レディスのヤングライン)
- Mr. BATHING APE(トラッドライン)
- BAPE BLACK (黒を基調としたハイエンドライン)

## 雑誌
A BATHING APE®では、2005年より雑誌を3か月に1冊のペースで、2012年からは4ヶ月に1冊宝島社から発売している。若者に非常に人気で、発売から少し時間が経つと定価以上の値打ちが付くこともある。毎号、付録が付いている。

## 買収
2011年2月1日、香港証券取引所に上場する香港の大手アパレル企業であるI.T社がBAPEの運営企業であった株式会社ノーウェアから90.27%の発行済株式を取得し子会社化したことを発表した。買収額は2億3000万円(2184万香港ドル)。この内、発行株の63.24%に当たる468株をブランド創業者でありノーウェアの元代表取締役の長尾智明氏から1億2000万円で、さらに追加で発行株27.03%に当たる200株を1億1000万円で買収した。2009年、2010年とノーウェアは2期連続で2億円近くの赤字を計上し、金融機関からの借入金を含む負債総額は約43億円と財務状態が悪化していた。原因として売上の8割超を占めていたメンズ商品の売上が2006年時に約70億円だったものが、2009年には約50億円にまで落ち込んだことが明かされている。
この買収に際し創業者であり、元代表取締役の長尾智明は『ブランド設立20周年で前向きな決断だった。ブランドや会社が大きくなりすぎコントロールができなくなってきた。経営を見る時間が多くなり、企画がマンネリ化してしまっていた。I.T社は今までBAPEを育ててくれたし、日本が好きで日本のブランドをよく理解している。』と語った。また、多額の債務処理に際しては、同氏の「ブランドを傷つけたくない」との意向で民事再生という選択をせず事業の売却に踏み切った。同氏は2011年2月から2年間は同ブランドのクリエイティブディレクターに就任。2013年4月30日をもって20年に渡った同ブランドのデザイナーを正式退任した。
上記に伴いBAPEの商標権は全てI.T社が保有している。